# 김정혁 (축구인)
김정혁(한국 한자: 金正赫, 1968년 11월 30일 ~ )은 전 축구 선수이자 축구 감독이다. 현역 시절 포지션은 공격수였다.

## 축구인 생활

### 선수 시절
영등포공고-명지대 시절(91년 졸) '제 2의 김주성'이라는 별명을 얻으며 스트라이커로 맹활약했고, 1992 신인 드래프트에서 일화 천마의 지명을 받은 뒤 지명권 트레이드로 대우 로얄즈에 입단한다(그 때 그의 트레이드 상대는 바르셀로나 올림픽 대표팀 공격진의 근간이었고, 일화에서 주전 공격자원으로 활약했던 신태용, 이태홍이었다).
그러나 1992년 시즌 2골 2도움을 기록하였고 1993년, 1994년 시즌은 아예 공격포인트 제로로 시즌을 마감한다. 이후 1994년 8월 국군체육부대에 입대했으나 세계군인선수권에서 무릎부상을 입어 1996년 초 의가사제대하며 무적선수 신분이 되었다가 전남 드래곤즈에 입단하였고, 1997년 팀의 FA컵 우승을 이끌며 대회 MVP에 선정되었다. 2002년 은퇴하였다.

### 지도자
2009년 목포시청 축구단의 감독으로 취임하였다.
2017년 FA컵에서 성남 FC 등의 강호를 잇따라 물리치고 4강에 진출하는 이변을 연출하기도 하였다.